# Regne de Saurashtra
El regne de Saurashtra es una entitat esmentada a l'èpica Mahabharata, un dels diversos regnes governats pels reis Iadaves al centre i oest de l'Índia. Altres regnes del grup eren el regne de Chedi, el regne de Dasarna, el regne de Surasena o de Vraja, el regne de Karusha, el regne de Kunti, el regne d'Avanti, el regne de Malava, el regne de Gurjara, el regne d'Anarta, el regne de Dwaraka, el regne de Heheya i el regne de Vidarbha.
Incloïa el sud del modern Gujarat en la regió peninsular. El nom de Surat, una ciutat moderna a Gujarat, deriva del nom de Saurashtra. El nom s'ha mantingut en la regió de Saurashtra (també Kathiawar) al Gujarat.